# Limnonectes visayanus
Limnonectes visayanus är en groddjursart som först beskrevs av Robert F. Inger 1954.  Limnonectes visayanus ingår i släktet Limnonectes och familjen Dicroglossidae. IUCN kategoriserar arten globalt som sårbar. Inga underarter finns listade i Catalogue of Life.